# Methia fischeri
Methia fischeri är en skalbaggsart som beskrevs av Julius Melzer 1923. Methia fischeri ingår i släktet Methia och familjen långhorningar. Inga underarter finns listade i Catalogue of Life.